# Put a Little Love on Me
Put a Little Love on Me è un singolo del cantante irlandese Niall Horan, pubblicato il 6 dicembre 2019 come secondo estratto dal secondo album in studio Heartbreak Weather.

## Descrizione
Presentato per la prima volta dal vivo il 7 agosto 2019 al Capitol Congress, il brano è stato scritto dallo stesso cantante con Mike Needle, Daniel Bryer e Jamie Scott, ed è stato prodotto da questi ultimi due.

## Tracce
1. Put a Little Love on Me – 3:44

## Classifiche
| Classifica (2020) | Posizione massima |
| ----------------- | ----------------- |
| Irlanda           | 28                |